# Rumun Ndur
Rumun Ndur, född 7 juli 1975, är en nigerianskfödd kanadensisk före detta professionell ishockeyspelare. Ndur spelade i National Hockey League (NHL) för Buffalo Sabres, New York Rangers och Atlanta Thrashers. Ndur var den första nigerianskfödda spelaren som spelade i NHL. Han föddes i Nigeria men växte upp i Hearst, Ontario.

## Karriär
Rumun Ndur draftades av Buffalo Sabres i 1994 NHL Entry Draft i den tredje omgången, 69:e totalt. 1996 vann han Calder Cup med Rochester Americans. Han gjorde NHL-debut 1996–1997 med Sabres. 1998–1999 köptes han av New York Rangers och bara ett år senare byttes han till Atlanta och spelade 27 matcher med dem under NHL-säsongen 1999–2000. Ndur spelade totalt 69 matcher i NHL och gjorde 5 poäng (2 mål, 3 assist) med 137 straffminuter.
I slutet av säsongen 2005–2006 skrev Ndur på med HK Jesenice från slovenska hockeyligan, och blev därmed den första afrikanen att spela för ett lag i Slovenien. Han spelade 14 matcher, gjorde 2 mål och 3 assist och samlade på sig 79 utvisningsminuter. Han hade ett minnesvärt slagsmål med Boštjan Groznik. Den säsongen vann Ndur det slovenska mästerskapet.
Med Coventry Blaze spelade Ndur bara två matcher av säsongen 2007–2008 innan han fick en nackskada, vilket uteslöt spel för resten av säsongen. I maj 2008 släpptes Ndur av Coventry. Han fortsatte med att skriva på för Nottingham Panthers i EIHL för säsongen 2008–2009 innan han återvände till Nordamerika för att skriva på med Muskegon Lumberjacks i International Hockey League innan han avslutade sin ishockeykarriär.

## Statistik
| 1990–91    | Belmont Bombers         | SOJHL      | 36  | 3  | 11 | 14 | 70   | —  | — | — | —  | —  |
| 1991–92    | Sarnia Bees             | WOJHL      | 30  | 2  | 5  | 7  | 46   | —  | — | — | —  | —  |
| 1991–92    | Clearwater Steeplejacks | GLJCHL     | 4   | 0  | 4  | 4  | 4    | —  | — | — | —  | —  |
| 1992–93    | Guelph Storm            | OHL        | 22  | 1  | 3  | 4  | 30   | 4  | 0 | 1 | 1  | 4  |
| 1992–93    | Guelph Holody Platers   | MWJHL      | 24  | 7  | 8  | 15 | 202  | —  | — | — | —  | —  |
| 1993–94    | Guelph Storm            | OHL        | 61  | 6  | 33 | 39 | 176  | 9  | 4 | 1 | 5  | 24 |
| 1994–95    | Guelph Storm            | OHL        | 63  | 10 | 21 | 31 | 187  | 14 | 0 | 4 | 4  | 28 |
| 1995–96    | Rochester Americans     | AHL        | 73  | 2  | 12 | 14 | 306  | 17 | 1 | 2 | 3  | 33 |
| 1996–97    | Rochester Americans     | AHL        | 68  | 5  | 11 | 16 | 282  | 10 | 3 | 1 | 4  | 21 |
| 1996–97    | Buffalo Sabres          | NHL        | 2   | 0  | 0  | 0  | 2    | —  | — | — | —  | —  |
| 1997–98    | Rochester Americans     | AHL        | 50  | 1  | 12 | 13 | 207  | 4  | 0 | 2 | 2  | 16 |
| 1997–98    | Buffalo Sabres          | NHL        | 1   | 0  | 0  | 0  | 2    | —  | — | — | —  | —  |
| 1998–99    | Hartford Wolf Pack      | AHL        | 6   | 0  | 1  | 1  | 4    | —  | — | — | —  | —  |
| 1998–99    | Buffalo Sabres          | NHL        | 8   | 0  | 0  | 0  | 16   | —  | — | — | —  | —  |
| 1998–99    | New York Rangers        | NHL        | 31  | 1  | 3  | 4  | 46   | —  | — | — | —  | —  |
| 1999–00    | Hartford Wolf Pack      | AHL        | 3   | 0  | 0  | 0  | 0    | —  | — | — | —  | —  |
| 1999–00    | Atlanta Thrashers       | NHL        | 27  | 1  | 0  | 1  | 71   | —  | — | — | —  | —  |
| 2000–01    | Orlando Solar Bears     | IHL        | 16  | 0  | 0  | 0  | 50   | —  | — | — | —  | —  |
| 2000–01    | Norfolk Admirals        | AHL        | 21  | 1  | 2  | 3  | 93   | 9  | 1 | 0 | 1  | 26 |
| 2001–02    | Norfolk Admirals        | AHL        | 52  | 4  | 9  | 13 | 133  | 2  | 0 | 0 | 0  | 2  |
| 2002–03    | Graz 99ers              | EBEL       | 31  | 3  | 11 | 14 | 128  | —  | — | — | —  | —  |
| 2003–04    | Columbus Cottonmouths   | ECHL       | 70  | 8  | 9  | 17 | 241  | —  | — | — | —  | —  |
| 2004–05    | Danbury Trashers        | UHL        | 46  | 3  | 9  | 12 | 289  | —  | — | — | —  | —  |
| 2005–06    | Kalamazoo Wings         | UHL        | 17  | 0  | 1  | 1  | 57   | —  | — | — | —  | —  |
| 2005–06    | HK Jesenice             | SLO        | 14  | 2  | 3  | 5  | 79   | —  | — | — | —  | —  |
| 2006–07    | Coventry Blaze          | EIHL       | 64  | 12 | 12 | 24 | 221  | —  | — | — | —  | —  |
| 2007–08    | Coventry Blaze          | EIHL       | 2   | 0  | 1  | 1  | 6    | 3  | 1 | 0 | 1  | 6  |
| 2008–09    | Nottingham Panthers     | EIHL       | 34  | 2  | 3  | 5  | 191  | —  | — | — | —  | —  |
| AHL totalt | AHL totalt              | AHL totalt | 272 | 13 | 47 | 60 | 1025 | 42 | 5 | 5 | 10 | 98 |
| NHL totalt | NHL totalt              | NHL totalt | 69  | 2  | 3  | 5  | 137  | —  | — | — | —  | —  |